# Pachomiusz (Kiedrow)
Pachomiusz, imię świeckie Piotr Pietrowicz Kiedrow (ur. 18 lipca?/30 lipca 1876 w Jarańsku, zm. 1937 w Kotielniczu) – rosyjski biskup prawosławny.

## Życiorys
Był synem kapłana prawosławnego. Wcześniej stracił ojca i był odtąd wychowywany samotnie przez matkę. Miał siostrę Wierę i dwóch braci: Polikarpa i Michaiła. Obaj zostali następnie prawosławnymi biskupami pod imionami zakonnymi Awerkiusz i Michał.
W 1896 rozpoczął naukę w Kazańskiej Akademii Duchownej, którą ukończył jako kandydat nauk teologicznych cztery lata później. W czasie studiów, w 1898, złożył wieczyste śluby mnisze, przyjmując imię zakonne Pachomiusz. Na hieromnicha został wyświęcony rok później. Po ukończeniu studiów został skierowany do pracy w szkole duchownej w Lipiecku, gdzie był asystentem nadzorcy. Trzy lata później powierzono mu stanowisko nadzorcy szkoły duchownej w Krzemieńcu, zaś od 1904 do 1911 kierował szkołą nauczycielską św. Teodora przy monasterze Trójcy Świętej w Dermaniu, od 1905 jako archimandryta. Od 1906 był także przełożonym monasteru w Dermaniu.
30 sierpnia 1911 przyjął chirotonię na biskupa nowogrodzko-siewierskiego, wikariusza eparchii czernihowskiej. Po pięciu latach jego tytuł uległ zmianie na biskup starodubski. W roku następnym został ordynariuszem tejże eparchii czernihowskiej. Brał udział w obradach Soboru Lokalnego Rosyjskiego Kościoła Prawosławnego 1917-1918. W 1922 został po raz pierwszy aresztowany i skazany na karę zesłania. W roku następnym otrzymał godność arcybiskupią. Przez kilka miesięcy administrował eparchią jarosławską i rostowską, pozostając formalnie biskupem czernihowskim. W rzeczywistości do 1925 nie mógł udać się do swojej eparchii, zmuszony do pozostawania w Kijowie, a następnie w Moskwie. W 1925 został aresztowany ponownie i do 1936 przebywał kolejno na zesłaniach i w więzieniach. Zmarł w 1937, a jego grób stał się miejscem nieformalnego kultu. Według źródeł związanych z Cerkwią katakumbową w ostatnich latach zaliczał się do antysergian, surowo krytykował decyzję metropolity moskiewskiego Sergiusza, by złożyć deklarację lojalności Cerkwi wobec władz radzieckich.